# Liga I 2015-2016
Sezonul 2015-2016 al Ligii I (cunoscută și sub numele de Liga 1 Orange din motive de sponsorizare) a fost cea de-a 98-a ediție a Campionatului de Fotbal al României, și a 78-a de la introducerea sistemului divizionar. A început pe 11 iulie 2015 și s-a terminat pe 29 mai 2016. Echipa Astra Giurgiu a devenit campioană pentru prima oară în istoria sa.
În conformitate cu decizia de pe 20 mai 2014, din acest sezon au participat 14 echipe în primul eșalon, față de 18 câte erau până acum. Ultima oară când prima ligă a fost compusă din 14 echipe a fost în sezonul 1967-1968. Odată cu această schimbare, competiția a adoptat și un nou format cu play-off și play-out⁠(en)[traduceți], prin care competiția se împărțea în două întreceri după sezonul regular, desfășurate tot în tip campionat: una pentru câștigarea titlului, acolo unde participau doar primele șase echipe din clasament la sfârșitul sezonului regular, și una pentru evitarea retrogradării, disputată de restul de 8 echipe. La începutul celor două mini-campionate, echipele porneau cu punctele înjumătățite pe care le-au obținut în sezonul regular.

## Echipe
Comitetul Executiv al FRF a decis în 2014 ca sezonul 2015-2016 să fie primul alcătuit din 14 echipe, jucând în sistem play-off și play-out. Primele șase echipe joacă play-off, iar ultimele opt joacă play-out. Ultimele două retrogradează în Liga a II-a. Primele două vor juca în Liga Campionilor, iar următoarele trei în Europa League.
Primele echipe din cele două divizii ale ligii a II-a au promovat în Liga I. FC Voluntari a promovat ca urmare a câștigării seriei I. Este primul sezon al acestora în Liga I. ACS Poli Timișoara, locul întâi în seria a II-a, a realizat o întoarcere rapidă în primul eșalon.

### Stadioane
| Steaua București   | ACS Poli Timișoara | Pandurii Târgu Jiu | CFR Cluj                 |
| ------------------ | --- | --- | ------------------------ |
| Arena Națională    | Dan Păltinișanu | Municipal | Dr. Constantin Rădulescu |
| Capacitate: 55.634 | Capacitate: 32.972 | Capacitate: 20.054 | Capacitate: 17.408       |
|                    | | |                          |
| Petrolul Ploiești  | BucureștiAstraBotoșaniCFRConcordiaCSMSCraiovaPanduriiPetrolulACS PoliTârgu MureșViitorulVoluntariEchipele din București: · Dinamo · SteauaLiga I 2015-2016 (România) DinamoSteaua Locația echipelor din București. | BucureștiAstraBotoșaniCFRConcordiaCSMSCraiovaPanduriiPetrolulACS PoliTârgu MureșViitorulVoluntariEchipele din București: · Dinamo · SteauaLiga I 2015-2016 (România) DinamoSteaua Locația echipelor din București. | Dinamo București         |
| Ilie Oană          | BucureștiAstraBotoșaniCFRConcordiaCSMSCraiovaPanduriiPetrolulACS PoliTârgu MureșViitorulVoluntariEchipele din București: · Dinamo · SteauaLiga I 2015-2016 (România) DinamoSteaua Locația echipelor din București. | BucureștiAstraBotoșaniCFRConcordiaCSMSCraiovaPanduriiPetrolulACS PoliTârgu MureșViitorulVoluntariEchipele din București: · Dinamo · SteauaLiga I 2015-2016 (România) DinamoSteaua Locația echipelor din București. | Dinamo                   |
| Capacitate: 15.073 | BucureștiAstraBotoșaniCFRConcordiaCSMSCraiovaPanduriiPetrolulACS PoliTârgu MureșViitorulVoluntariEchipele din București: · Dinamo · SteauaLiga I 2015-2016 (România) DinamoSteaua Locația echipelor din București. | BucureștiAstraBotoșaniCFRConcordiaCSMSCraiovaPanduriiPetrolulACS PoliTârgu MureșViitorulVoluntariEchipele din București: · Dinamo · SteauaLiga I 2015-2016 (România) DinamoSteaua Locația echipelor din București. | Capacitate: 15.032       |
|                    | BucureștiAstraBotoșaniCFRConcordiaCSMSCraiovaPanduriiPetrolulACS PoliTârgu MureșViitorulVoluntariEchipele din București: · Dinamo · SteauaLiga I 2015-2016 (România) DinamoSteaua Locația echipelor din București. | BucureștiAstraBotoșaniCFRConcordiaCSMSCraiovaPanduriiPetrolulACS PoliTârgu MureșViitorulVoluntariEchipele din București: · Dinamo · SteauaLiga I 2015-2016 (România) DinamoSteaua Locația echipelor din București. |                          |
| FC Voluntari       | BucureștiAstraBotoșaniCFRConcordiaCSMSCraiovaPanduriiPetrolulACS PoliTârgu MureșViitorulVoluntariEchipele din București: · Dinamo · SteauaLiga I 2015-2016 (România) DinamoSteaua Locația echipelor din București. | BucureștiAstraBotoșaniCFRConcordiaCSMSCraiovaPanduriiPetrolulACS PoliTârgu MureșViitorulVoluntariEchipele din București: · Dinamo · SteauaLiga I 2015-2016 (România) DinamoSteaua Locația echipelor din București. | CSMS Iași                |
| Dinamo             | BucureștiAstraBotoșaniCFRConcordiaCSMSCraiovaPanduriiPetrolulACS PoliTârgu MureșViitorulVoluntariEchipele din București: · Dinamo · SteauaLiga I 2015-2016 (România) DinamoSteaua Locația echipelor din București. | BucureștiAstraBotoșaniCFRConcordiaCSMSCraiovaPanduriiPetrolulACS PoliTârgu MureșViitorulVoluntariEchipele din București: · Dinamo · SteauaLiga I 2015-2016 (România) DinamoSteaua Locația echipelor din București. | Emil Alexandrescu        |
| Capacitate: 15.032 | BucureștiAstraBotoșaniCFRConcordiaCSMSCraiovaPanduriiPetrolulACS PoliTârgu MureșViitorulVoluntariEchipele din București: · Dinamo · SteauaLiga I 2015-2016 (România) DinamoSteaua Locația echipelor din București. | BucureștiAstraBotoșaniCFRConcordiaCSMSCraiovaPanduriiPetrolulACS PoliTârgu MureșViitorulVoluntariEchipele din București: · Dinamo · SteauaLiga I 2015-2016 (România) DinamoSteaua Locația echipelor din București. | Capacitate: 11.390       |
|                    | BucureștiAstraBotoșaniCFRConcordiaCSMSCraiovaPanduriiPetrolulACS PoliTârgu MureșViitorulVoluntariEchipele din București: · Dinamo · SteauaLiga I 2015-2016 (România) DinamoSteaua Locația echipelor din București. | BucureștiAstraBotoșaniCFRConcordiaCSMSCraiovaPanduriiPetrolulACS PoliTârgu MureșViitorulVoluntariEchipele din București: · Dinamo · SteauaLiga I 2015-2016 (România) DinamoSteaua Locația echipelor din București. |                          |
| Astra Giurgiu      | BucureștiAstraBotoșaniCFRConcordiaCSMSCraiovaPanduriiPetrolulACS PoliTârgu MureșViitorulVoluntariEchipele din București: · Dinamo · SteauaLiga I 2015-2016 (România) DinamoSteaua Locația echipelor din București. | BucureștiAstraBotoșaniCFRConcordiaCSMSCraiovaPanduriiPetrolulACS PoliTârgu MureșViitorulVoluntariEchipele din București: · Dinamo · SteauaLiga I 2015-2016 (România) DinamoSteaua Locația echipelor din București. | Târgu Mureș              |
| Marin Anastasovici | BucureștiAstraBotoșaniCFRConcordiaCSMSCraiovaPanduriiPetrolulACS PoliTârgu MureșViitorulVoluntariEchipele din București: · Dinamo · SteauaLiga I 2015-2016 (România) DinamoSteaua Locația echipelor din București. | BucureștiAstraBotoșaniCFRConcordiaCSMSCraiovaPanduriiPetrolulACS PoliTârgu MureșViitorulVoluntariEchipele din București: · Dinamo · SteauaLiga I 2015-2016 (România) DinamoSteaua Locația echipelor din București. | Trans-Sil                |
| Capacitate: 8.500  | BucureștiAstraBotoșaniCFRConcordiaCSMSCraiovaPanduriiPetrolulACS PoliTârgu MureșViitorulVoluntariEchipele din București: · Dinamo · SteauaLiga I 2015-2016 (România) DinamoSteaua Locația echipelor din București. | BucureștiAstraBotoșaniCFRConcordiaCSMSCraiovaPanduriiPetrolulACS PoliTârgu MureșViitorulVoluntariEchipele din București: · Dinamo · SteauaLiga I 2015-2016 (România) DinamoSteaua Locația echipelor din București. | Capacitate: 8.200        |
|                    | BucureștiAstraBotoșaniCFRConcordiaCSMSCraiovaPanduriiPetrolulACS PoliTârgu MureșViitorulVoluntariEchipele din București: · Dinamo · SteauaLiga I 2015-2016 (România) DinamoSteaua Locația echipelor din București. | BucureștiAstraBotoșaniCFRConcordiaCSMSCraiovaPanduriiPetrolulACS PoliTârgu MureșViitorulVoluntariEchipele din București: · Dinamo · SteauaLiga I 2015-2016 (România) DinamoSteaua Locația echipelor din București. |                          |
| FC Botoșani        | CS U Craiova | Concordia Chiajna | Viitorul Constanța       |
| Municipal          | Extensiv | Concordia | Viitorul                 |
| Capacitate: 7.782  | Capacitate: 7.000 | Capacitate: 5.123 | Capacitate: 4.554        |
|                    | | |                          |

1. ↑  Din 29 noiembrie 2015 până în 18 martie 2016, Steaua s-a mutat pe Stadionul Nicolae Dobrin din Pitești, deoarece Arena Națională nu a avut o licență ISU.
2. ↑  Pandurii Târgu Jiu a fost mutată pe Stadionul Municipal din Drobeta-Turnu Severin pentru următoarele două sezoane deoarece Stadionul Tudor Vladimirescu din Târgu Jiu a fost în renovare.
3. ↑  Voluntari s-a mutat pe Stadionul Dinamo pentru acest sezon, deoarece Stadionul Anghel Iordănescu a fost în renovare.
4. ↑  Între 22 noiembrie și 2 decembrie 2015, ASA Târgu Mureș a jucat două meciuri de pe teren propriu pe Cluj Arena din Cluj-Napoca deoarece Stadionul Trans-Sil nu a avut o licență ISU.
5. ↑  CS U Craiova a fost mutată pe Stadionul Extensiv pentru acest sezon ca urmare a demolării vechiului stadion Ion Oblemenco.
6. ↑  Viitorul s-a mutat pe Stadionul Viitorul din Ovidiu ca urmare a inaugurării stadionului.

### Personal și statistici
Note:
- Datele statistice sunt bazate pe ceea indică forurile competente de conducere, LPF și UEFA.

| Echipă             | Ultima promovare | Clasament 2014-15 | Antrenor (numire)           | Căpitan          | Sezoane în Liga I |
| ------------------ | ---------------- | ----------------- | --------------------------- | ---------------- | ----------------- |
| Steaua București   | 1947             | 1                 | Laurențiu Reghecampf (2015) | Fernando Varela  | 67                |
| ASA Târgu Mureș    | 2014             | 2                 | George Ciorceri (2016)      | Gabriel Mureșan  | 3                 |
| CFR Cluj           | 2004             | 3                 | Toni Conceição (2015)       | Camora           | 20                |
| Astra Giurgiu      | 2009             | 4                 | Marius Șumudică (2015)      | Valerică Găman   | 12                |
| CSU Craiova        | 2014             | 5                 | Victor Naicu (2016)         | Valentin Iliev   | 1                 |
| Petrolul           | 2011             | 6                 | Ionel Gane (2016)           | Alberto Cobrea   | 57                |
| Dinamo             | 1948             | 7                 | Mircea Rednic (2015)        | Paul Anton       | 66                |
| Botoșani           | 2013             | 8                 | Leontin Grozavu (2016)      | Michael Ngadeu   | 2                 |
| Pandurii           | 2005             | 9                 | Eduard Iordănescu (2014)    | Dan Nistor       | 10                |
| CSMS Iași          | 2014             | 10                | Nicolò Napoli (2014)        | Ionuț Voicu      | 30                |
| Viitorul Constanța | 2012             | 11                | Gheorghe Hagi (2014)        | Florin Cernat    | 3                 |
| Chiajna            | 2011             | 12                | Adrian Falub (2015)         | Florin Purece    | 4                 |
| Voluntari          | 2015             | 1S1 (Liga a II-a) | Sorin Popescu (2016)        | Dinu Todoran     | 0                 |
| ACS Poli           | 2015             | 1S2 (Liga a II-a) | Ionuț Popa                  | Cristian Scutaru | 1                 |

Legendă culori
     ASA Târgu Mureș a participat în al treilea tur preliminar al UEFA Europa League 2015-2016, iar Astra Giurgiu și Steaua în play-off, Steaua trecând și prin turul trei preliminar al Ligii Campionilor 2015-2016
     FC Botoșani a participat în al doilea tur preliminar al UEFA Europa League 2015-2016
     Promovată din Liga a II-a 2014-2015

### Schimburi de antrenori
| Echipă    | Fost antrenor         | Modul de plecare         | Data plecării      | Poziția echipei | Noul antrenor         | Data intrării în funcție |
| --------- | --------------------- | ------------------------ | ------------------ | --------------- | --------------------- | ------------------------ |
| Steaua    | Constantin Gâlcă      | Sfârșitul contractului   | 4 iunie 2015       | Presezon        | Massimo Pedrazzini    | 5 iunie 2015             |
| Petrolul  | Valentin Sinescu      | Încheierea interimatului | 2 iunie 2015       | Presezon        | Tibor Selymes         | 3 iunie 2015             |
| ASA       | Dan Petrescu          | Sfârșitul contractului   | 5 iunie 2015       | Presezon        | Vasile Miriuță        | 10 iulie 2015            |
| Voluntari | Bogdan Vintilă        | Înțelegere cu echipa     | 13 august 2015     | 12              | Flavius Stoican       | 14 august 2015           |
| Poli      | Dan Alexa             | A demisionat             | 21 august 2015     | 12              | Florin Marin          | 27 august 2015           |
| ASA       | Vasile Miriuță        | A demisionat             | 20 septembrie 2015 | 8               | Cristiano Bergodi     | 22 septembrie 2015       |
| Voluntari | Flavius Stoican       | A demisionat             | 24 septembrie 2015 | 13              | Daniel Pancu          | 25 septembrie 2015       |
| Botoșani  | Leontin Grozavu       | Demis                    | 1 octombrie 2015   | 12              | Cristian Pustai       | 1 octombrie 2015         |
| Voluntari | Daniel Pancu          | Înțelegere cu echipa     | 6 octombrie 2015   | 13              | Gheorghe Mulțescu     | 6 octombrie 2015         |
| Petrolul  | Eusebiu Tudor         | A demisionat             | 24 noiembrie 2015  | 14              | Mihai Stoichiță       | 29 noiembrie 2015        |
| Concordia | Cornel Țălnar         | Înțelegere cu echipa     | 26 noiembrie 2015  | 12              | Adrian Falub          | 27 noiembrie 2015        |
| Steaua    | Dumitru Dumitriu      | A demisionat             | 4 decembrie 2015   | 5               | Laurențiu Reghecampf  | 4 decembrie 2015         |
| CFR Cluj  | Francisc Dican        | Înțelegere cu echipa     | 5 decembrie 2015   | 9               | Toni Conceição        | 7 decembrie 2015         |
| Petrolul  | Mihai Stoichiță       | Înțelegere cu echipa     | 28 decembrie 2015  | 14              | Constantin Schumacher | 28 decembrie 2015        |
| ASA       | Cristiano Bergodi     | A demisionat             | 17 decembrie 2015  | 6               | Petre Grigoraș        | 29 decembrie 2015        |
| Voluntari | Gheorghe Mulțescu     | Înțelegere cu echipa     | 20 ianuarie 2016   | 13              | Ionel Ganea           | 24 ianuarie 2016         |
| ASA       | Petre Grigoraș        | Înțelegere cu echipa     | 22 februarie 2016  | 7               | George Ciorceri       | 9 martie 2016            |
| Petrolul  | Constantin Schumacher | Înțelegere cu echipa     | 14 martie 2016     | 8 (Play-out)    | Ionel Gane            | 15 martie 2016           |
| Poli      | Florin Marin          | Demis                    | 23 martie 2016     | 7 (Play-out)    | Petre Grigoraș        | 25 martie 2016           |
| Botoșani  | Cristian Pustai       | Înțelegere cu echipa     | 1 aprilie 2016     | 5 (Play-out)    | Leontin Grozavu       | 5 aprilie 2016           |
| Voluntari | Ionel Ganea           | Demis                    | 25 aprilie 2016    | 6 (Play-out)    | Sorin Popescu         | 27 aprilie 2016          |
| Poli      | Petre Grigoraș        | Demis                    | 23 mai 2016        | 7 (Play-out)    | Ionuț Popa            | 23 mai 2016              |

## Sezonul regular
În sezonul regular cele 14 echipe s-au întâlnit de două ori, un total de 26 de meciuri pe echipă, partea de sus, primele 6, au avansat în play-off și partea de jos, restul de 8, au intrat în play-out.

### Meciurile sezonului regular
| Oaspeți ► Gazde ▼                          | ACS | AST | BOT | CFR | CON | IAȘ | CSU | DIN | PAN | PET | STE | TGM | VII | VOL |
| ------------------------------------------ | --- | --- | --- | --- | --- | --- | --- | --- | --- | --- | --- | --- | --- | --- |
| ACS Poli Timișoara                         |     | 1–3 | 1–0 | 1–2 | 1–0 | 2–2 | 1–1 | 0–1 | 0–1 | 1–0 | 1–0 | 2–0 | 1–2 | 1–2 |
| Astra Giurgiu                              | 2–2 |     | 1–0 | 2–2 | 2–2 | 4–1 | 1–0 | 1–1 | 1–2 | 3–1 | 2–0 | 1–5 | 2–2 | 1–1 |
| Botoșani                                   | 1–1 | 0–1 |     | 2–1 | 5–1 | 1–0 | 3–2 | 1–1 | 0–2 | 2–1 | 0–1 | 1–1 | 2–2 | 2–2 |
| CFR Cluj                                   | 1–0 | 1–1 | 3–1 |     | 0–0 | 0–0 | 1–2 | 1–1 | 1–2 | 1–0 | 2–0 | 1–0 | 1–2 | 2–0 |
| Concordia Chiajna                          | 2–2 | 0–2 | 0–0 | 2–1 |     | 0–1 | 0–2 | 1–3 | 3–0 | 2–2 | 0–2 | 1–2 | 2–2 | 1–2 |
| CSMS Iași                                  | 1–1 | 1–1 | 1–0 | 2–1 | 0–1 |     | 1–0 | 0–0 | 1–0 | 1–0 | 1–2 | 0–1 | 0–0 | 2–1 |
| CS U Craiova                               | 1–1 | 1–2 | 0–0 | 0–1 | 2–0 | 2–0 |     | 3–0 | 0–0 | 2–0 | 1–2 | 1–1 | 1–2 | 1–2 |
| Dinamo București                           | 2–1 | 0–1 | 1–0 | 0–2 | 4–0 | 0–0 | 1–0 |     | 2–1 | 2–0 | 3–1 | 2–1 | 1–5 | 3–0 |
| Pandurii Târgu Jiu                         | 3–1 | 1–1 | 0–3 | 1–1 | 2–0 | 3–0 | 1–1 | 2–2 |     | 3–2 | 0–3 | 2–0 | 1–0 | 2–1 |
| Petrolul Ploiești                          | 1–1 | 0–1 | 2–1 | 1–0 | 1–1 | 1–2 | 0–1 | 1–2 | 1–1 |     | 0–0 | 0–1 | 1–2 | 1–1 |
| Steaua București                           | 3–1 | 0–1 | 5–3 | 1–1 | 3–1 | 1–1 | 2–0 | 0–0 | 1–1 | 0–0 |     | 1–1 | 1–0 | 3–1 |
| Târgu Mureș                                | 0–0 | 3–1 | 1–0 | 0–0 | 1–0 | 1–1 | 0–0 | 0–0 | 0–1 | 1–1 | 1–1 |     | 2–2 | 2–1 |
| Viitorul Constanța                         | 4–0 | 1–2 | 3–1 | 2–2 | 3–1 | 1–2 | 4–0 | 1–1 | 1–3 | 1–0 | 0–1 | 1–0 |     | 3–0 |
| Voluntari                                  | 0–0 | 1–2 | 1–1 | 2–2 | 1–1 | 1–1 | 1–2 | 1–3 | 0–0 | 1–0 | 3–1 | 0–2 | 2–3 |     |
| Câștigă gazdele; Remiză; Câștigă oaspeții. |     |     |     |     |     |     |     |     |     |     |     |     |     |     |

### Clasamentul sezonului regular
| Loc | Echipă             | Pct. | MJ | V  | E  | Î  | GM | GP | DG  | Calificare             |
| --- | ------------------ | ---- | -- | -- | -- | -- | -- | -- | --- | ---------------------- |
| 1.  | Astra Giurgiu      | 51   | 26 | 14 | 9  | 3  | 42 | 29 | +13 | Calificare în Play-off |
| 2.  | Dinamo             | 48   | 26 | 13 | 9  | 4  | 36 | 24 | +12 | Calificare în Play-off |
| 3.  | Pandurii           | 47   | 26 | 13 | 8  | 5  | 35 | 26 | +9  | Calificare în Play-off |
| 4.  | Viitorul Constanța | 46   | 26 | 13 | 7  | 6  | 49 | 30 | +19 | Calificare în Play-off |
| 5.  | Steaua București   | 44   | 26 | 12 | 8  | 6  | 35 | 25 | +10 | Calificare în Play-off |
| 6.  | ASA Târgu Mureș    | 38   | 26 | 9  | 11 | 6  | 27 | 21 | +6  | Calificare în Play-off |
| 7.  | CSMS Iași          | 37   | 26 | 9  | 10 | 7  | 22 | 25 | −3  | Calificare în Play-out |
| 8.  | CSU Craiova        | 31   | 26 | 8  | 7  | 11 | 26 | 27 | −1  | Calificare în Play-out |
| 9.  | CFR Cluj           | 27   | 26 | 9  | 10 | 7  | 31 | 25 | +6  | Calificare în Play-out |
| 10. | Botoșani           | 26   | 26 | 6  | 8  | 12 | 30 | 35 | −5  | Calificare în Play-out |
| 11. | ACS Poli           | 25   | 26 | 5  | 10 | 11 | 24 | 35 | −11 | Calificare în Play-out |
| 12. | Voluntari          | 24   | 26 | 5  | 9  | 12 | 28 | 42 | −14 | Calificare în Play-out |
| 13. | Chiajna            | 17   | 26 | 3  | 8  | 15 | 22 | 46 | −24 | Calificare în Play-out |
| 14. | Petrolul           | 8    | 26 | 2  | 8  | 16 | 17 | 34 | −17 | Calificare în Play-out |

1. ↑  CFR Cluj a fost penalizată cu 6 puncte din cauza neîndeplinirii condițiilor financiare.[37] La data de 23 februarie 2016, CFR Cluj a fost depunctată cu încă 4 puncte pentru același motiv.[38]
2. ↑  Petrolul Ploiești a fost penalizată cu 6 puncte din cauza neîndeplinirii condițiilor financiare.

### Pozițiile pe etapă
| Etapă/ Echipă         | 1                  | 2  | 3  | 4  | 5  | 6  | 7  | 8  | 9  | 10 | 11 | 12 | 13 | 14 | 15 | 16 | 17 | 18 | 19 | 20 | 21 | 22 | 23 | 24 | 25 | 26 |    |
| --------------------- | ------------------ | -- | -- | -- | -- | -- | -- | -- | -- | -- | -- | -- | -- | -- | -- | -- | -- | -- | -- | -- | -- | -- | -- | -- | -- | -- | -- |
| Etapă/ Echipă         | ACS Poli Timișoara | 12 | 12 | 9  | 9  | 11 | 12 | 12 | 12 | 11 | 9  | 9  | 9  | 9  | 10 | 10 | 10 | 10 | 10 | 10 | 10 | 10 | 11 | 11 | 11 | 11 | 11 |
| FC Astra Giurgiu      | 2                  | 11 | 6  | 6  | 6  | 2  | 1  | 1  | 1  | 1  | 1  | 1  | 1  | 1  | 1  | 1  | 1  | 1  | 1  | 1  | 1  | 1  | 1  | 1  | 1  | 1  |    |
| FC Botoșani           | 7                  | 7  | 10 | 12 | 10 | 8  | 10 | 11 | 12 | 12 | 12 | 12 | 12 | 11 | 12 | 11 | 12 | 11 | 11 | 11 | 11 | 10 | 9  | 9  | 10 | 10 |    |
| CFR Cluj              | 13                 | 13 | 13 | 10 | 12 | 9  | 8  | 9  | 8  | 7  | 8  | 8  | 8  | 9  | 8  | 8  | 9  | 9  | 9  | 9  | 9  | 9  | 10 | 10 | 9  | 9  |    |
| CS Concordia Chiajna  | 2                  | 9  | 11 | 11 | 13 | 10 | 11 | 8  | 10 | 11 | 11 | 11 | 11 | 12 | 11 | 12 | 11 | 12 | 12 | 12 | 12 | 12 | 12 | 13 | 13 | 13 |    |
| CSMS Iași             | 5                  | 3  | 2  | 5  | 1  | 4  | 4  | 7  | 7  | 10 | 10 | 10 | 10 | 8  | 9  | 9  | 8  | 8  | 8  | 8  | 7  | 7  | 7  | 7  | 6  | 7  |    |
| CS U Craiova          | 7                  | 10 | 12 | 13 | 8  | 11 | 9  | 10 | 9  | 8  | 7  | 7  | 7  | 7  | 6  | 7  | 7  | 7  | 7  | 7  | 8  | 8  | 8  | 8  | 8  | 8  |    |
| FC Dinamo București   | 7                  | 4  | 4  | 3  | 3  | 1  | 2  | 3  | 2  | 4  | 5  | 4  | 5  | 5  | 5  | 6  | 5  | 5  | 4  | 4  | 4  | 3  | 3  | 2  | 2  | 2  |    |
| CS Pandurii Târgu Jiu | 1                  | 5  | 5  | 4  | 5  | 7  | 7  | 6  | 6  | 6  | 4  | 5  | 4  | 4  | 4  | 3  | 4  | 3  | 3  | 2  | 3  | 4  | 5  | 5  | 4  | 3  |    |
| FC Petrolul Ploiești  | 14                 | 14 | 14 | 14 | 14 | 14 | 14 | 14 | 14 | 14 | 14 | 14 | 14 | 14 | 14 | 14 | 14 | 14 | 14 | 14 | 14 | 14 | 14 | 14 | 14 | 14 |    |
| FC Steaua București   | 7                  | 2  | 3  | 2  | 2  | 6  | 6  | 5  | 5  | 5  | 3  | 3  | 2  | 3  | 3  | 4  | 3  | 4  | 5  | 5  | 5  | 5  | 4  | 4  | 5  | 5  |    |
| ASA Târgu Mureș       | 7                  | 1  | 1  | 1  | 4  | 5  | 5  | 4  | 4  | 3  | 6  | 6  | 6  | 6  | 7  | 5  | 6  | 6  | 6  | 6  | 6  | 6  | 6  | 6  | 7  | 6  |    |
| FC Viitorul Constanța | 2                  | 6  | 7  | 7  | 7  | 3  | 3  | 2  | 3  | 2  | 2  | 2  | 3  | 2  | 2  | 2  | 2  | 2  | 2  | 3  | 2  | 2  | 2  | 3  | 3  | 4  |    |
| FC Voluntari          | 5                  | 7  | 8  | 8  | 9  | 13 | 13 | 13 | 13 | 13 | 13 | 13 | 13 | 13 | 13 | 13 | 13 | 13 | 13 | 13 | 13 | 13 | 13 | 12 | 12 | 12 |    |

## Play-off
Primele șase echipe din sezonul regular s-au întâlnit de două ori (10 meciuri pe echipă) pentru locuri în Liga Campionilor 2016-2017 și UEFA Europa League 2016-2017, precum și pentru a decide campioana ligii. Punctele realizate în sezonul regular s-au înjumătățit în faza play-off-ului.

### Echipele calificate
| Loc | Echipa             | Pct. |
| --- | ------------------ | ---- |
| 1   | Astra Giurgiu      | 26*  |
| 2   | Dinamo             | 24   |
| 3   | Pandurii           | 24*  |
| 4   | Viitorul Constanța | 23   |
| 5   | Steaua București   | 22   |
| 6   | ASA Târgu Mureș    | 19   |

Note
(*) - Au beneficiat de rotunjire prin adaos.

### Clasamentul play-off-ului
| Loc | Echipă             | Pct. | MJ | V | E | Î | GM | GP | DG  |  | AST | STE | PAN | DIN | VII | TGM |
| --- | ------------------ | ---- | -- | - | - | - | -- | -- | --- |  | --- | --- | --- | --- | --- | --- |
| 1. | Astra Giurgiu (C)  | 48   | 10 | 7 | 1 | 2 | 20 | 9  | +11 |  | —   | 2–0 | 0–0 | 4–2 | 2–0 | 1–0 |
| 2. | Steaua București   | 43   | 10 | 6 | 3 | 1 | 18 | 8  | +10 |  | 2–0 | —   | 1–1 | 1–1 | 3–0 | 2–1 |
| 3. | Pandurii           | 39   | 10 | 3 | 6 | 1 | 12 | 7  | +5  |  | 2–0 | 0–1 | —   | 0–0 | 1–1 | 3–3 |
| 4. | Dinamo             | 36   | 10 | 2 | 6 | 2 | 12 | 15 | −3  |  | 1–4 | 1–1 | 1–1 | —   | 3–3 | 1–0 |
| 5. | Viitorul Constanța | 29   | 10 | 1 | 3 | 6 | 14 | 21 | −7  |  | 1–3 | 1–3 | 0–2 | 1–2 | —   | 6–1 |
| 6. | ASA Târgu Mureș    | 22   | 10 | 0 | 3 | 7 | 8  | 24 | −16 |  | 1–4 | 1–4 | 0–2 | 0–0 | 1–1 | —   |
| Legendă: Locurile 1, 2: Liga Campionilor 2016-17 Turul III Locurile 3, 5: Europa League 2016-17 Turul III |                    |      |    |   |   |   |    |    |     |  |     |     |     |     |     |     |

1. ↑  Deși formația Dinamo a terminat pe locul 4, loc ce asigura prezența în preliminariile UEFA Europa League 2016-2017, ea nu a participat în cupele europene deoarece se afla în insolvență.

### Pozițiile pe etapă
| Club \ Etapa | ‎‎1 | 2 | 3 | 4 | 5 | 6 | 7 | 8 | 9 | 10 |
| ------------ | - | - | - | - | - | - | - | - | - | -- |
| Astra        | 1 | 1 | 1 | 1 | 1 | 1 | 1 | 1 | 1 | 1  |
| Steaua       | 4 | 3 | 2 | 2 | 2 | 2 | 2 | 2 | 2 | 2  |
| Pandurii     | 2 | 2 | 3 | 3 | 3 | 3 | 3 | 3 | 3 | 3  |
| Dinamo       | 3 | 4 | 4 | 4 | 4 | 4 | 4 | 4 | 4 | 4  |
| Viitorul     | 5 | 5 | 5 | 5 | 5 | 5 | 5 | 5 | 5 | 5  |
| ASA          | 6 | 6 | 6 | 6 | 6 | 6 | 6 | 6 | 6 | 6  |

| Câștigătorii Ligii I, ediția 2015/2016 |
| -------------------------------------- |
| Astra Giurgiu Primul titlu             |

## Lider
- Notă: Această cronologie arată diferența de puncte dintre lider și locul 2 pe etape.

## Play-out
Restul de opt echipe din sezonul regular s-au întâlnit de două ori (14 meciuri pe echipă) pentru evitarea de la retrogradare. Punctele realizate în sezonul regular s-au înjumătățit în faza play-out-ului.

### Echipele calificate
| Loc | Echipa      | Pct. |
| --- | ----------- | ---- |
| 1   | CSMS Iași   | 19*  |
| 2   | CSU Craiova | 16*  |
| 3   | CFR Cluj    | 14*  |
| 4   | Botoșani    | 13   |
| 5   | ACS Poli    | 13*  |
| 6   | Voluntari   | 12   |
| 7   | Chiajna     | 9*   |
| 8   | Petrolul    | 4    |

Note
(*) - Au beneficiat de rotunjire prin adaos.

### Clasamentul play-out-ului
| Loc | Echipă        | Pct. | MJ | V | E | Î | GM | GP | DG  |  | IAȘ | CSU | BOT | CFR | CON | VOL | ACS | PET |
| --- | ------------- | ---- | -- | - | - | - | -- | -- | --- |  | --- | --- | --- | --- | --- | --- | --- | --- |
| 1. | CSMS Iași     | 39   | 14 | 5 | 5 | 4 | 17 | 15 | +2  |  | —   | 3–0 | 1–1 | 0–2 | 2–3 | 0–1 | 0–0 | 1–0 |
| 2. | CSU Craiova   | 39   | 14 | 7 | 2 | 5 | 19 | 17 | +2  |  | 3–2 | —   | 2–1 | 1–1 | 2–0 | 3–0 | 1–0 | 2–0 |
| 3. | Botoșani      | 38   | 14 | 7 | 4 | 3 | 29 | 19 | +10 |  | 0–0 | 2–1 | —   | 4–0 | 0–3 | 4–2 | 6–1 | 1–0 |
| 4. | CFR Cluj      | 36   | 14 | 6 | 4 | 4 | 25 | 13 | +12 |  | 0–0 | 4–0 | 6–0 | —   | 2–0 | 2–1 | 5–1 | 0–0 |
| 5. | Chiajna       | 35   | 14 | 7 | 5 | 2 | 19 | 13 | +6  |  | 1–1 | 1–0 | 1–1 | 2–1 | —   | 1–1 | 0–0 | 1–1 |
| 6. | Voluntari (O) | 29   | 14 | 5 | 2 | 7 | 19 | 20 | −1  |  | 1–2 | 0–2 | 1–1 | 1–0 | 1–2 | —   | 5–0 | 2–0 |
| 7. | ACS Poli      | 20   | 14 | 1 | 4 | 9 | 14 | 36 | −22 |  | 2–3 | 2–2 | 1–4 | 2–2 | 1–3 | 2–1 | —   | 0–1 |
| 8. | Petrolul (R)  | 18   | 14 | 4 | 2 | 8 | 9  | 18 | −9  |  | 1–2 | 1–0 | 0–4 | 1–0 | 0–1 | 1–2 | 3–2 | —   |
| Legendă: Locul 1: Calificare în Europa League Turul II Locul 6: Calificare în Baraj Locul 7: Salvată de la retrogradare Locul 8: Retrogradare în Liga a II-a |               |      |    |   |   |   |    |    |     |  |     |     |     |     |     |     |     |     |

1. ↑  CFR Cluj s-ar fi calificat pentru al treilea tur preliminar al Europa League după ce a câștigat Cupa României 2015-2016, dar nu a reușit să obțină o licență UEFA după depunerea cererii de insolvență în 2015.[41][42]
2. ↑  ACS Poli Timișoara nu a fost retrogradată deoarece câștigătoarea Ligii a II-a 2015-16, Rapid București, a fost exclusă din Liga I după ce clubul s-a desființat.[43]

### Pozițiile pe etapă
| Etapă/ Echipă | 1        | 2  | 3  | 4  | 5  | 6  | 7  | 8  | 9  | 10 | 11 | 12 | 13 | 14 |    |
| ------------- | -------- | -- | -- | -- | -- | -- | -- | -- | -- | -- | -- | -- | -- | -- | -- |
| Etapă/ Echipă | ACS Poli | 11 | 11 | 13 | 13 | 13 | 13 | 13 | 13 | 13 | 13 | 13 | 13 | 13 | 13 |
| Botoșani      | 10       | 10 | 10 | 11 | 11 | 11 | 11 | 11 | 10 | 10 | 10 | 9  | 10 | 9  |    |
| CFR           | 9        | 9  | 9  | 10 | 10 | 9  | 8  | 9  | 9  | 9  | 8  | 10 | 7  | 10 |    |
| Concordia     | 13       | 13 | 12 | 12 | 12 | 12 | 12 | 10 | 11 | 11 | 11 | 11 | 11 | 11 |    |
| CSMS Iași     | 8        | 7  | 8  | 8  | 7  | 7  | 7  | 8  | 8  | 7  | 7  | 8  | 8  | 7  |    |
| CS U Craiova  | 7        | 8  | 7  | 7  | 8  | 8  | 9  | 7  | 7  | 8  | 9  | 7  | 9  | 8  |    |
| Petrolul      | 14       | 14 | 14 | 14 | 14 | 14 | 14 | 14 | 14 | 14 | 14 | 14 | 14 | 14 |    |
| Voluntari     | 12       | 12 | 11 | 9  | 9  | 10 | 10 | 12 | 12 | 12 | 12 | 12 | 12 | 12 |    |

## Statisticile sezonului

### Golgheter
Actualizat pe 30 mai 2016.
| Loc | Jucător         | Club                | Goluri |
| --- | --------------- | ------------------- | ------ |
| 1   | Ioan Hora       | Pandurii Târgu Jiu  | 35     |
| 2   | Denis Alibec    | Astra Giurgiu       | 32     |
| 3   | Florin Tănase   | FC Viitorul         | 27     |
| 4   | Cristian López  | CFR Cluj            | 21     |
| 4   | Nicolae Stanciu | Steaua București    | 21     |
| 4   | Harlem Gnohéré  | FC Dinamo București | 21     |
| 5   | Adrian Bălan    | FC Viitorul         | 20     |
| 5   | Bojan Golubović | CSMS Iași           | 20     |

### Parade
| Loc | Jucător              | Club                  | Parade |
| --- | -------------------- | --------------------- | ------ |
| 1   | Alexandru Marc       | CFR Cluj              | 14     |
| 1   | Branko Grahovac      | CSMS Iași             | 14     |
| 3   | Vytautas Černiauskas | Dinamo București      | 13     |
| 4   | Cristian Bălgrădean  | U Craiova / Concordia | 12     |
| 5   | Eduard Stăncioiu     | ASA Târgu Mureș       | 10     |
| 6   | Silviu Lung Jr.      | Astra Giurgiu         | 9      |
| 7   | Florin Niță          | Steaua București      | 8      |
| 8   | Pedro Mingote        | Pandurii Târgu Jiu    | 7      |

## Premii
| Numele             | Echipa   | Premiul           | Luna       | Anul |
| ------------------ | -------- | ----------------- | ---------- | ---- |
| Constantin Budescu | Astra    | Fotbalistul lunii | Iulie      | 2015 |
| Constantin Budescu | Astra    | Fotbalistul lunii | August     | 2015 |
| Harlem Gnohéré     | Dinamo   | Fotbalistul lunii | Septembrie | 2015 |
| Nicolae Stanciu    | Steaua   | Fotbalistul lunii | Octombrie  | 2015 |
| Denis Alibec       | Astra    | Fotbalistul lunii | Noiembrie  | 2015 |
| Denis Alibec       | Astra    | Fotbalistul lunii | Decembrie  | 2015 |
| Marcel Essombé     | Dinamo   | Fotbalistul lunii | Februarie  | 2016 |
| Nicolae Stanciu    | Steaua   | Fotbalistul lunii | Martie     | 2016 |
| Denis Alibec       | Astra    | Fotbalistul lunii | Aprilie    | 2016 |
| Gonzalo Cabrera    | Botoșani | Fotbalistul lunii | Mai        | 2016 |

## Clasament total
Acesta este un clasament neoficial cu toate punctele adunate de fiecare echipă în acest sezon, sezon regular + play-off/play-out.
| Loc | Echipă             | Pct. | MJ | V  | E  | Î  | GM | GP | DG  | Unde a jucat |
| --- | ------------------ | ---- | -- | -- | -- | -- | -- | -- | --- | ------------ |
| 1.  | Astra Giurgiu      | 73   | 36 | 21 | 10 | 5  | 60 | 38 | +22 | Play-off     |
| 2.  | Steaua București   | 65   | 36 | 18 | 11 | 7  | 53 | 33 | +20 | Play-off     |
| 3.  | Pandurii           | 62   | 36 | 16 | 14 | 6  | 47 | 33 | +14 | Play-off     |
| 4.  | Dinamo             | 60   | 36 | 15 | 15 | 6  | 48 | 39 | +9  | Play-off     |
| 5.  | Viitorul Constanța | 52   | 36 | 14 | 10 | 12 | 63 | 51 | +12 | Play-off     |
| 6.  | ASA Târgu Mureș    | 41   | 36 | 9  | 14 | 13 | 35 | 45 | −10 | Play-off     |
| 7.  | CFR Cluj           | 59   | 40 | 15 | 14 | 11 | 56 | 38 | +18 | Play-out     |
| 8.  | CSMS Iași          | 57   | 40 | 14 | 15 | 11 | 39 | 40 | −1  | Play-out     |
| 9.  | CSU Craiova        | 54   | 40 | 15 | 9  | 16 | 45 | 44 | +1  | Play-out     |
| 10. | Botoșani           | 51   | 40 | 13 | 12 | 15 | 59 | 54 | +5  | Play-out     |
| 11. | Chiajna            | 43   | 40 | 10 | 13 | 17 | 41 | 59 | −18 | Play-out     |
| 12. | Voluntari          | 41   | 40 | 10 | 11 | 19 | 47 | 62 | −15 | Play-out     |
| 13. | ACS Poli           | 32   | 40 | 6  | 14 | 20 | 38 | 71 | −33 | Play-out     |
| 14. | Petrolul           | 28   | 40 | 6  | 10 | 24 | 26 | 52 | −26 | Play-out     |